# Église Saint-Martin d'Agnin
L'église Saint-Martin est une église catholique située à Agnin, dans le département français de l'Isère.

## Localisation
L'église est située dans le bourg d'Agnin, en bordure d'une rue dénommée Montée du village.